# Söjtör
Söjtör [ˈʃøjtør] ist eine ungarische Gemeinde mit gut 1.500 Einwohnern im Kreis Zalaegerszeg im Komitat Zala. Hier ist Ferenc Deák, ein berühmter Politiker der ungarischen Reformzeit, geboren. Sein Geburtshaus beherbergt heute ein Museum.

## Geografische Lage
Söjtör liegt ungefähr 20 Kilometer südlich der Kreisstadt Zalaegerszeg. Nachbargemeinden sind Pusztaszentlászló, Tófej, Bak und Hahót.

## Söhne und Töchter der Gemeinde
- Ferenc Deák (1803–1876), ungarischer Politiker

- Marie Festetics de Tolna (1839–1923), Hofdame der Kaiserin Elisabeth

## Sehenswürdigkeiten
- Römisch-katholische Jakobus-der-Heilige-Kirche (Szent Jakab Apostol templom), erbaut 1756
- Römisch-katholische Kapelle Szent István Király, erbaut 1938, am Weinberg (Gene-hegy)
- Geburtshaus von Ferenc Deák, in dem der Politiker am 17. Oktober 1803 geboren wurde. Das Haus wurde 1785 von Deáks Vater gebaut.
- Deák-Brunnen
- Deák-Büste, erschaffen 1986 von Ferenc Farkas
- Schloss der Familie Festetics, das um 1820 in klassizistischem Stil gebaut wurde. Heute wird das Gebäude als Schule genutzt.

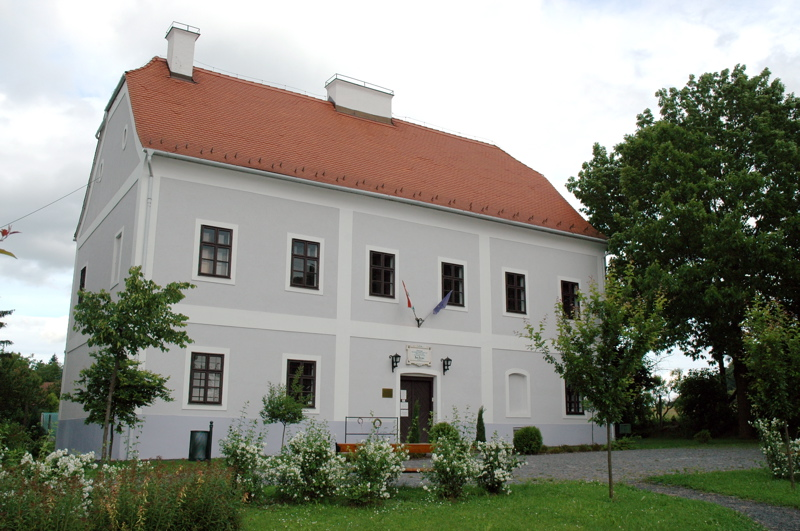
Geburtshaus von Ferenc Deák
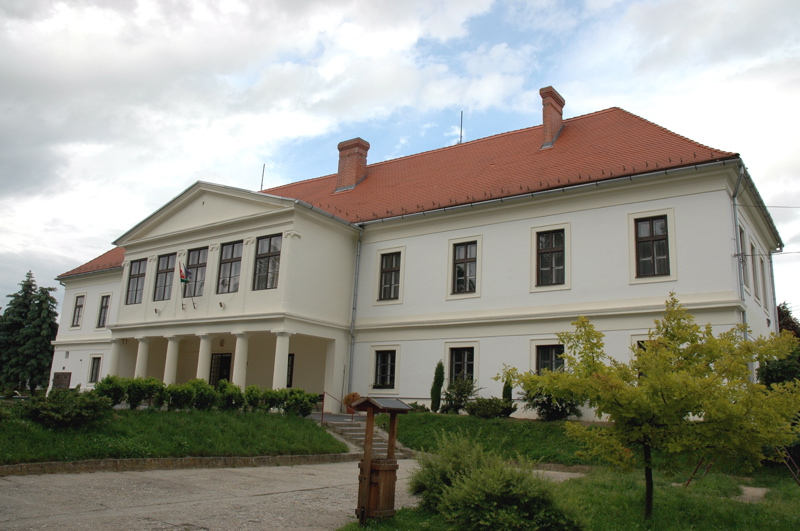
Schloss Festetich in Söjtör
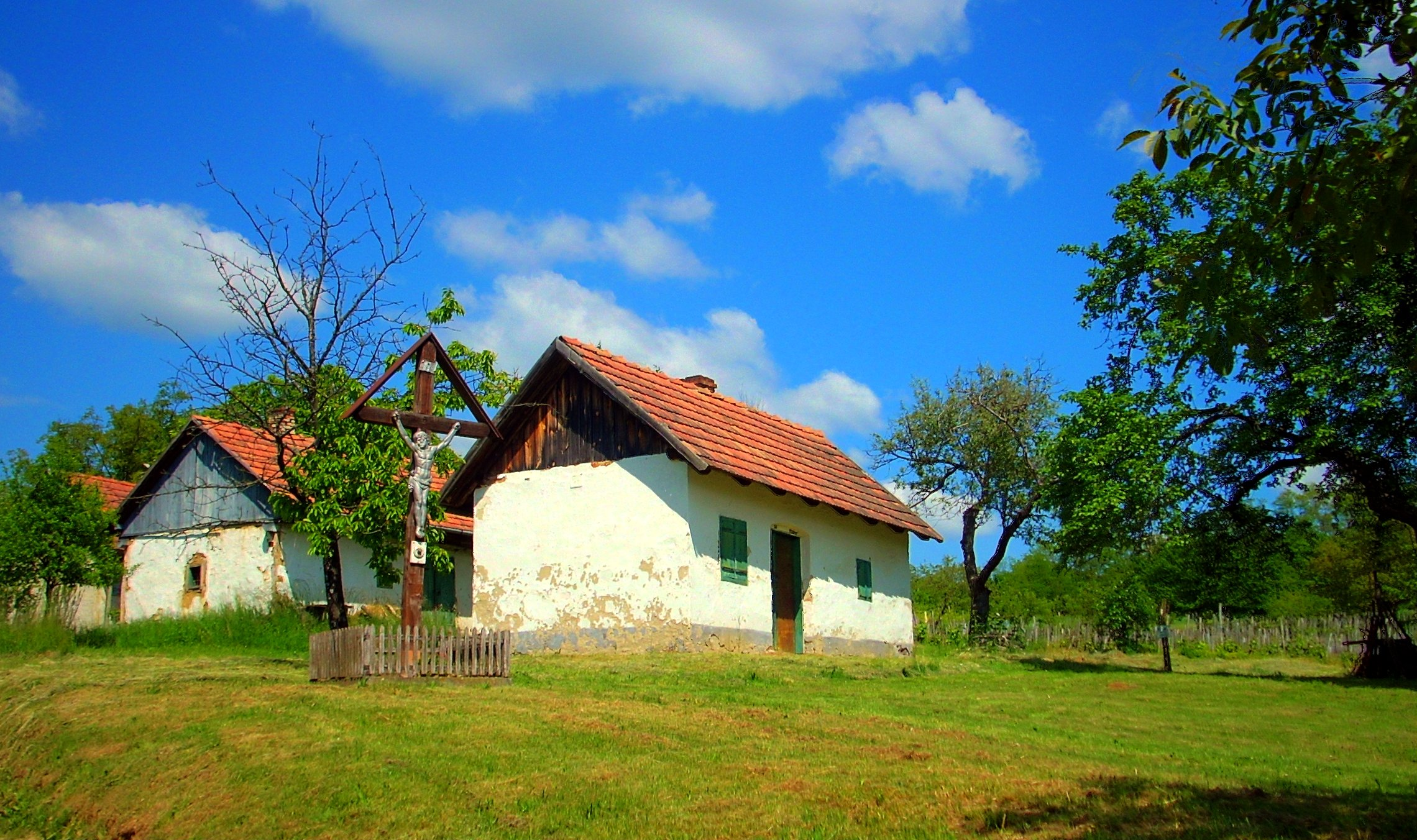
Häuser am Weinberg (Gene-hegy)

## Verkehr
In Söjtör treffen die Landstraßen Nr. 7535, Nr. 7536 und Nr. 7544 aufeinander. Es bestehen Busverbindungen über Bak nach Zalaegerszeg sowie nach Nagykanizsa. Der nächstgelegene Bahnhof befindet sich nördlich in Bak.